# Kleopatra Seléné
Kleopatra Seléné, označovaná také Kleopatra Seléné II. nebo Kleopatra VIII. (řecky Κλεοπάτρα Σελήνη, 25. prosince 40 př. n. l. – asi 5 př. n. l.) byla ptolemaiovská princezna, jediná dcera egyptské královny Kleopatry VII. a římského vojevůdce Marca Antonia, dvojče prince Alexandra Hélia a starší sestra Ptolemaia Filadelfa. Byla první manželkou numidského krále Juby II. a po smrti svých bratří také poslední žijící členkou ptolemaiovské dynastie.
Její druhé jméno ve starověké řečtině znamená „měsíc“, je protějškem druhého jména jejího bratra-dvojčete: Helios, což znamená „slunce“. Kleopatra se narodila, žila a byla dobře vzdělávána v Alexandrii v Egyptě. Když Římané v čele s Oktáviánem a jeho konzulem Marcem Agrippou dobyli Egypt, byli Seléné a Alexander odvezeni do Říma, kde žili u dvora císaře. Seléné se provdala za Jubu II.